# Alloplasta piceator
Alloplasta piceator là một loài tò vò trong họ Ichneumonidae.